# 5e étape du Tour d'Espagne 2012
La 5e étape du Tour d'Espagne 2012 s'est déroulée le mercredi 22 août 2012, partant de Logroño et arrivant dans la même ville après huit tours de circuit pour un total de 172 km.

## Parcours de l'étape
Cette 5e étape se déroulera donc sous la forme d'un circuit, c'est une étape dédiée aux sprinteurs où les leaders devront rester protégés dans le peloton. C'est une étape de transition où il faudra surtout faire attention aux bordures et aux chutes.

## Déroulement de la course
Le favori de cette étape est John Degenkolb (Argos-Shimano), qui s'est déjà imposé sur cette Vuelta lors de la deuxième étape. Les outsiders sont l'Australien Allan Davis (Orica-GreenEDGE), l'Italien Elia Viviani (Liquigas-Cannondale), le Britannique Ben Swift (Sky), Daniele Bennati (RadioShack-Nissan), José Joaquín Rojas (Movistar), Nacer Bouhanni (FDJ-BigMat) ainsi que d'autres sprinters.
L'étape se déroule sans incident, un coureur est parti seul à l'avant : l'Espagnol de l'équipe Andalucía Javier Chacón.
L'échappée est rattrapée et les équipes de sprinteurs se mettent en place. À 500 mètres de la ligne d'arrivée, Degenkolb est placé en seconde position dans la roue d'un équipier. Daniele Bennati lance son sprint de loin. Degenkolb est le seul à pouvoir prendre son sillage et le dépasser dans les 100 derniers mètres et l'emporter. Gianni Meersman (Lotto-Belisol) prend la troisième place.
Le classement général est inchangé. John Degenkolb reprend le maillot du classement par points.

## Résultats

### Classement de l'étape
| Classement de la 5e étape | Classement de la 5e étape | Classement de la 5e étape | Classement de la 5e étape | Classement de la 5e étape |
|                           | Coureur                   | Pays                      | Équipe                    | Temps                     |
| ------------------------- | ------------------------- | ------------------------- | ------------------------- | ------------------------- |
| 1er                       | John Degenkolb            | Allemagne                 | Argos-Shimano             | en 4 h 10 min 37 s        |
| 2e                        | Daniele Bennati           | Italie                    | RadioShack-Nissan         | m.t                       |
| 3e                        | Gianni Meersman           | Belgique                  | Lotto-Belisol             | m.t                       |
| 4e                        | Nacer Bouhanni            | France                    | FDJ-BigMat                | m.t                       |
| 5e                        | Elia Viviani              | Italie                    | Liquigas-Cannondale       | m.t                       |
| 6e                        | Raymond Kreder            | Pays-Bas                  | Garmin-Sharp              | m.t                       |
| 7e                        | Allan Davis               | Australie                 | Orica-GreenEDGE           | m.t                       |
| 8e                        | Lloyd Mondory             | France                    | AG2R La Mondiale          | m.t                       |
| 9e                        | Leonardo Duque            | Colombie                  | Cofidis                   | m.t                       |
| 10e                       | Pim Ligthart              | Pays-Bas                  | Vacansoleil-DCM           | m.t                       |
| modifier                  |                           |                           |                           |                           |

### Points attribués
| Sprint intermédiaire de Logroño (km 62,6) | Sprint intermédiaire de Logroño (km 62,6) | Sprint intermédiaire de Logroño (km 62,6) | Sprint intermédiaire de Logroño (km 62,6) | Sprint intermédiaire de Logroño (km 62,6) |
| ----------------------------------------- | ----------------------------------------- | ----------------------------------------- | ----------------------------------------- | ----------------------------------------- |
|                                           | Coureur                                   | Pays                                      | Équipe                                    | Point(s)                                  |
| 1er                                       | Javier Chacón                             | Espagne                                   | Andalucía                                 | 4                                         |
| 2e                                        | Ben Swift                                 | Royaume-Uni                               | Sky                                       | 2                                         |
| 3e                                        | Tom Dumoulin                              | Pays-Bas                                  | Argos-Shimano                             | 1                                         |
| modifier                                  |                                           |                                           |                                           |                                           |

| Sprint intermédiaire de Logroño (km 104,6) | Sprint intermédiaire de Logroño (km 104,6) | Sprint intermédiaire de Logroño (km 104,6) | Sprint intermédiaire de Logroño (km 104,6) | Sprint intermédiaire de Logroño (km 104,6) |
| ------------------------------------------ | ------------------------------------------ | ------------------------------------------ | ------------------------------------------ | ------------------------------------------ |
|                                            | Coureur                                    | Pays                                       | Équipe                                     | Point(s)                                   |
| 1er                                        | Javier Chacón                              | Espagne                                    | Andalucía                                  | 4                                          |
| 2e                                         | Gatis Smukulis                             | Lettonie                                   | Katusha                                    | 2                                          |
| 3e                                         | Elia Viviani                               | Italie                                     | Liquigas-Cannondale                        | 1                                          |
| modifier                                   |                                            |                                            |                                            |                                            |

| \| Classement de l'étape \| Classement de l'étape \| Classement de l'étape \| Classement de l'étape \| Classement de l'étape \| \| --------------------- \| --------------------- \| --------------------- \| --------------------- \| --------------------- \| \| \| Coureur \| Pays \| Équipe \| Point(s) \| \| 1er \| John Degenkolb \| Allemagne \| Argos-Shimano \| 25 \| \| 2e \| Daniele Bennati \| Italie \| RadioShack-Nissan \| 20 \| \| 3e \| Gianni Meersman \| Belgique \| Lotto-Belisol \| 16 \| \| 4e \| Nacer Bouhanni \| France \| FDJ-BigMat \| 14 \| \| 5e \| Elia Viviani \| Italie \| Liquigas-Cannondale \| 12 \| \| 6e \| Raymond Kreder \| Pays-Bas \| Garmin-Sharp \| 10 \| \| 7e \| Allan Davis \| Australie \| Orica-GreenEDGE \| 9 \| \| 8e \| Lloyd Mondory \| France \| AG2R La Mondiale \| 8 \| \| 9e \| Leonardo Duque \| Colombie \| Cofidis \| 7 \| \| 10e \| Pim Ligthart \| Pays-Bas \| Vacansoleil-DCM \| 6 \| \| 11e \| Manuel Cardoso \| Portugal \| Caja Rural \| 5 \| \| 12e \| Dennis van Winden \| Pays-Bas \| Rabobank \| 4 \| \| 13e \| Koldo Fernández \| Espagne \| Garmin-Sharp \| 3 \| \| 14e \| Davide Viganò \| Italie \| Lampre-ISD \| 2 \| \| modifier \| \| \| \| \| |                   |           |                     |          |
| Classement de l'étape |                   |           |                     |          |
| | Coureur           | Pays      | Équipe              | Point(s) |
| 1er | John Degenkolb    | Allemagne | Argos-Shimano       | 25       |
| 2e | Daniele Bennati   | Italie    | RadioShack-Nissan   | 20       |
| 3e | Gianni Meersman   | Belgique  | Lotto-Belisol       | 16       |
| 4e | Nacer Bouhanni    | France    | FDJ-BigMat          | 14       |
| 5e | Elia Viviani      | Italie    | Liquigas-Cannondale | 12       |
| 6e | Raymond Kreder    | Pays-Bas  | Garmin-Sharp        | 10       |
| 7e | Allan Davis       | Australie | Orica-GreenEDGE     | 9        |
| 8e | Lloyd Mondory     | France    | AG2R La Mondiale    | 8        |
| 9e | Leonardo Duque    | Colombie  | Cofidis             | 7        |
| 10e | Pim Ligthart      | Pays-Bas  | Vacansoleil-DCM     | 6        |
| 11e | Manuel Cardoso    | Portugal  | Caja Rural          | 5        |
| 12e | Dennis van Winden | Pays-Bas  | Rabobank            | 4        |
| 13e | Koldo Fernández   | Espagne   | Garmin-Sharp        | 3        |
| 14e | Davide Viganò     | Italie    | Lampre-ISD          | 2        |
| modifier |                   |           |                     |          |

## Classements à l'issue de l'étape

### Classement général
| Classement général | Classement général | Classement général | Classement général     | Classement général  |
|                    | Coureur            | Pays               | Équipe                 | Temps               |
| ------------------ | ------------------ | ------------------ | ---------------------- | ------------------- |
| 1er                | Joaquim Rodríguez  | Espagne            | Katusha                | en 17 h 29 min 22 s |
| 2e                 | Christopher Froome | Royaume-Uni        | Sky                    | + 1 s               |
| 3e                 | Alberto Contador   | Espagne            | Saxo Bank-Tinkoff Bank | + 5 s               |
| 4e                 | Bauke Mollema      | Pays-Bas           | Rabobank               | + 9 s               |
| 5e                 | Robert Gesink      | Pays-Bas           | Rabobank               | + 9 s               |
| 6e                 | Rigoberto Urán     | Colombie           | Sky                    | + 11 s              |
| 7e                 | Daniel Moreno      | Espagne            | Katusha                | + 14 s              |
| 8e                 | Nicolas Roche      | Irlande            | AG2R La Mondiale       | + 24 s              |
| 9e                 | Alejandro Valverde | Espagne            | Movistar               | + 36 s              |
| 10e                | Laurens ten Dam    | Pays-Bas           | Rabobank               | + 46 s              |
| modifier           |                    |                    |                        |                     |

### Classement par points
| Classement par points | Classement par points | Classement par points | Classement par points | Classement par points |
| --------------------- | --------------------- | --------------------- | --------------------- | --------------------- |
|                       | Coureur               | Pays                  | Équipe                | Point(s)              |
| 1er                   | John Degenkolb        | Allemagne             | Argos-Shimano         | 50 points             |
| 2e                    | Allan Davis           | Australie             | Orica-GreenEDGE       | 29 pts                |
| 3e                    | Simon Clarke          | Australie             | Orica-GreenEDGE       | 27 pts                |
| modifier              |                       |                       |                       |                       |

### Classement du meilleur grimpeur
| Classement du meilleur grimpeur | Classement du meilleur grimpeur | Classement du meilleur grimpeur | Classement du meilleur grimpeur | Classement du meilleur grimpeur |
| ------------------------------- | ------------------------------- | ------------------------------- | ------------------------------- | ------------------------------- |
|                                 | Coureur                         | Pays                            | Équipe                          | Point(s)                        |
| 1er                             | Simon Clarke                    | Australie                       | Orica-GreenEDGE                 | 16 points                       |
| 2e                              | Pim Ligthart                    | Pays-Bas                        | Vacansoleil-DCM                 | 11 pts                          |
| 3e                              | Alejandro Valverde              | Espagne                         | Movistar                        | 10 pts                          |
| modifier                        |                                 |                                 |                                 |                                 |

### Classement du combiné
| Classement du combiné | Classement du combiné | Classement du combiné | Classement du combiné | Classement du combiné |
| --------------------- | --------------------- | --------------------- | --------------------- | --------------------- |
|                       | Coureur               | Pays                  | Équipe                | Point(s)              |
| 1er                   | Joaquim Rodríguez     | Espagne               | Katusha               | 15 points             |
| 2e                    | Alejandro Valverde    | Espagne               | Movistar              | 18 pts                |
| 3e                    | Christopher Froome    | Royaume-Uni           | Sky                   | 26 pts                |
| modifier              |                       |                       |                       |                       |

### Classement par équipes
| Classement par équipes | Classement par équipes | Classement par équipes | Classement par équipes |
|                        | Équipe                 | Pays                   | Temps                  |
| ---------------------- | ---------------------- | ---------------------- | ---------------------- |
| 1re                    | Rabobank               | Pays-Bas               | en 51 h 51 min 5 s     |
| 2e                     | Sky                    | Royaume-Uni            | + 3 s                  |
| 3e                     | Astana                 | Kazakhstan             | + 1 min 55 s           |
| modifier               |                        |                        |                        |